# Peatkîne, Ohtîrka
Peatkîne (în ucraineană П'яткине) este un sat în comuna Hrincenkove din raionul Ohtîrka, regiunea Sumî, Ucraina.

## Demografie
Componența lingvistică a localității Peatkîne
     Ucraineană (94,95%)
     Rusă (5,05%)
Conform recensământului din 2001, majoritatea populației localității Peatkîne era vorbitoare de ucraineană (94,95%), existând în minoritate și vorbitori de rusă (5,05%).